# Кінопрокатник
Кінодистриб'ютор або кінопрокатник — це компанія чи довірена особа, що займається кінопрокатом. Дистриб'ютор визначає дату виходу фільму і способи, за якими фільм буде доступний для перегляду; наприклад, безпосередньо публічні покази в кінотеатрах або тільки для домашнього перегляду (DVD, кіно-за-запитом, завантаження, поширення через підписку на телеканали і т. д.).
Дистриб'ютор може організувати або самостійний прокат фільму, якщо володіє театрами або мережею кінопрокату, або через кінотеатральних експонентів (кінотеатри, які здобули право прокату фільму) та інших субдистриб'юторів.
Обмеження дистриб'ютора можуть стосуватися конкретних продуктів (DVD-дисків, Blu-Ray) і діяти в тій чи іншій країні.

## Прокат фільму в кінотеатрах
Якщо кінодистриб'ютор працює з кінотеатральним експонентом, він повинен забезпечити:
- Письмовий контракт, що передбачає суму валових продажів квитків, яка буде сплачена експоненту дистриб'ютором після первісного вирахування (як правило, у відсотках від брутто);
- Збори належної суми;
- Перевірку експонента з продажу квитків, необхідну для забезпечення точності даних за валовими зборами, які експонент надає дистриб'ютору;
- Передачу належної суми компанії-виробника фільму або будь-якому іншому посереднику (наприклад, агенту, що випустило фільм).

Так само кінодистриб'ютор повинен:
- Гарантувати наявність достатньої кількості копій фільму, необхідного всім експонентам, з якими укладено контракт, на день проведення прем'єри;
- Забезпечити їх доставку в кінотеатр до дня показу;
- Стежити за експонентами, щоб переконатися в тому, що фільм насправді показали навіть в кінотеатрах з мінімальною кількістю місць належну кількість разів;
- Забезпечити повернення всіх копій фільму в офіс дистриб'ютора або в інше сховище в строк, прописаний в контракті.

З практичної точки зору, при прокаті фільму в кінотеатрах діяльність кінодистриб'ютора включає в себе фізичне виробництво копій фільмів та їх доставку по всьому світу (процес, який починає замінюватися цифровим розподілом копій), а також створення постерів, рекламних статей в газетах і журналах, ТБ-роликів, трейлерів та іншої рекламної продукції.
Якщо кінодистриб'ютор працює з іноземним фільмом, він може також нести відповідальність за забезпечення дубляжу чи субтитрів для фільму, а також цензури чи інших організаційно-правових «схвалень» для показу фільму на території, де кінодистриб'ютор веде свій бізнес. У разі, коли кінодистриб'ютор вирішує співпрацювати з місцевим дистриб'ютором на певній території, назва даного дистриб'ютора вказується в матеріалах фільму, поширених на даній території. Іноземному дистриб'ютору дозволяється ліцензувати фільм на певну кількість часу.